# Live at Alexandra Palace 2
Live at Alexandra Palace 2 è il nono album dal vivo del gruppo musicale britannico Enter Shikari, pubblicato il 15 febbraio 2019.

## Descrizione
L'album è il secondo dal vivo registrato all'Alexandra Palace di Londra dal gruppo (il primo risale al 2016) e rappresenta il decimo volume della Bootleg Series lanciata dal gruppo nel 2009. Pubblicato in contemporanea con un altro album dal vivo, Take to the Skies: Live in Moscow, con quest'ultimo condivide il formato in chiave USB, ove sono presenti i file video in HD dei relativi spettacoli.

## Tracce
Testi di Rou Reynolds, musiche degli Enter Shikari.
1. The Spark – 1:21
2. The Sights – 3:23
3. Solidarity – 3:47
4. Anything Can Happen in the Next Half Hour – 5:30
5. Take My Country Back – 3:46
6. The Last Garrison – 4:40
7. Radiate – 5:09
8. Undercover Agents – 5:00
9. Arguing with Thermometers – 4:17
10. Rabble Rouser – 6:04
11. Airfield – 5:16
12. Adieu – 7:06
13. Anaesthetist – 3:18
14. Sorry You're Not a Winner (Quickfire Round) – 2:46
15. Sssnakepit (Quickfire Round) – 2:11
16. Meltdown (Quickfire Round) – 2:02
17. Antwerpen (Quickfire Round) – 2:25
18. Zzzonked – 4:57
19. Redshift – 5:21
20. Live Outside – 4:04
21. The Embers – 1:03

## Formazione
Hanno partecipato alle registrazioni, secondo le note di copertina:
Enter Shikari
- Rou Reynolds – voce, elettronica, chitarra, tromba, pianoforte
- Rory Clewlow – chitarra, voce, percussioni
- Chris Batten – basso, voce, tastiera
- Rob Rolfe – batteria, percussioni, voce

Altri musicisti
- Steve Muncaster – batteria aggiuntiva (traccia 11)

Produzione
- Tim Morris – missaggio, montaggio
- 360 Mastering – mastering
- Tom Pullen – fotografia
- Ian Johnsen – direzione artistica, impaginazione

## Classifiche
| Classifica (2019)         | Posizione massima |
| ------------------------- | ----------------- |
| Regno Unito (independent) | 8                 |
| Regno Unito (rock)        | 14                |